# Atylotus proditor
Atylotus proditor är en tvåvingeart som först beskrevs av Bogatchev och Samedov 1949.  Atylotus proditor ingår i släktet Atylotus och familjen bromsar. Inga underarter finns listade i Catalogue of Life.